# Dark Hole
Dark Hole (Hangul: 다크홀; RR: Dakeuhol) es una serie de televisión surcoreana transmitida del 30 de abril de 2021 al 5 de junio de 2021 a través de OCN.

## Sinopsis
La serie gira en torno a un grupo de supervivientes que tienen que luchar por sus vidas contra mutantes que se crean cuando los humanos respiran un misterioso humo oscuro que proviene de un sumidero.
Después de recibir una llamada telefónica del asesino de su esposo, en la que le ordena ir a la ciudad de Muji, la vida de la oficial Lee Hwa-sun da un vuelco total. Por otro lado, Yoo Tae-han es un exoficial de la policía que, a pesar de haber tenido que dejar su profesión debido a un escándalo provocado por un malentendido, está orgulloso de sus días en las fuerzas de seguridad.
Cuando Hwa-sun se dirige a Muji descubre un caos, ya que las personas que vivían ahí se han transformado en monstruos luego de respirar un misterioso humo oscuro. Cuando conoce a Tae-han, un nativo de Muji, ambos se unen para salvar la vida de aquellos que se encuentran en peligro, mientras intentan sobrevivir y atrapar al asesino del esposo de Hwa-sun.

## Reparto

### Personajes principales
| Actor         | Personaje        | N.º de episodios | Notas |
| ------------- | ---------------- | ---------------- | --- |
| Kim Ok-bin    | Det. Lee Hwa-sun | 12               | Es una detective de la unidad de investigación regional de la policía de Seúl cuya vida se pone de cabeza cuando recibe una llamada telefónica del asesino de su marido quien le ordena ir a Muji.                             |
| Lee Joon-hyuk | Yoo Tae-han      | 12               | Es un antiguo oficial de la policía y nativo de Muji, quien ahora trabaja como conductor de un auto de choque. A pesar de que le gusta bromear y tener una personalidad despreocupada, tiene un fuerte sentido de la justicia. |
| Im Won-hee    | Park Soon-il     | -                | Es un oficial de la subestación de policía de Muji. Es un hombre realista, práctico y es una gran fuente de apoyo. |

### Personajes secundarios
| Actor              | Personaje       | N.º de episodios | Notas |
| ------------------ | --------------- | ---------------- | --- |
| Park Keun-rok      | Choi Seung-tae  | -                | Es un habitante de Muji. |
| Kim Han-jong       | Nam Young-shik  | -                | Es un empleado de "Taehan Towing". |
| Kim Do-hoon        | Lee Jin-seok    | -                | Es un habitante de Muji. |
| Kim Byung-ki       | Choi Kyung-soo  | -                | Es un habitante de Muji. |
| Song Sang-eun      | Kim Seon-nyeo   | -                | Es una habitante de Muji. |
| Bae Jung-hwa       | Dra. Han Ji-soo | -                | Es una doctora en el "Muji Hospital" con un sentido absoluto del deber y piensa en los demás antes que en ella misma. Es muy racional y está dispuesta a ayudará a las personas en medio del caos. Trabajará como la ayudante de Yoo Tae-han y Park Soon-il. |
| Lee Hyun-kyun      | Noh Jin-soo     | -                | |
| Heo Hyung-kyu      | Kang Sung-beom  | -                | Es el fallecido esposo de la detective Lee Hwa-sun. |
| Cho Ji-an (조지안) | Cho Hyun-ho     | -                | Es un joven oficial de la subestación de policía de Muji. |
| Lee Ha-eun         | Yoon Saet-byeol | -                | Es una joven habitante de Muji. |
| Oh Yoo-jin         | Han Dong-rim    | -                | Es una joven habitante de Muji. |
| Lee Ye-bit         | Jung Do-yoon    | -                | Es una pequeña habitante de Muji. |
| Won Chun-gyu       | Nam Jin-il      | -                | Es un residente de Muji. |
| Jang Myung-gap     | Son Dong-goo    | -                | Es un empleado en "Muji High School". |

### Otros personajes
| Actor          | Personaje         | Episodio(s) donde apareció | Notas                                                           |
| -------------- | ----------------- | -------------------------- | --------------------------------------------------------------- |
| Jang Sung-won  | Lee Young-tae     | -                          |                                                                 |
| Lee Hyun-kyun  | Noh Jin-soo       | -                          |                                                                 |
| Im Ho-joon     | Nam Dong-geun     | -                          |                                                                 |
| Oh Jin-seok    | -                 | 1                          | Es un residente de Muji y chamán que participa durante el rito. |
| Jung Eui-soon  | -                 | 1                          | Es una residente de Muji que asiste al ritual del chamán.       |
| Yang Jin-seon  | -                 | 1                          | Es una residente de Muji que asiste al ritual del chamán.       |
| Kim Deok-ju    | -                 | 1                          | Es una residente de Muji que está en la casa del chamán.        |
| Yoon Seul      | Enfra. Kim Bo-eun | 1-2                        | Es una enfermera en el "Muji Hospital".                         |
| Lee Sang-hee   | -                 | 1-2                        | Es una residente de Muji y la esposa de Nam Jin-il.             |
| Yong Jin       | -                 | 1-2                        | Es un residente de Muji y un prestamista.                       |
| Yoon Jung-hoon | Woo-sang          | 2                          | Es un residente de Muji y amigo de Lee Jin-seok.                |
| Uhm Tae-ok     | -                 | 2                          | Es un residente de Muji y trabajador de línea.                  |
| Ki Hwan        | -                 | 2                          | Es un patólogo en el "Muji Hospital".                           |
| Seo Young-sam  | Seo Yong-min      | 2                          | Es un empleado en "Muji High School".                           |
| Shin Jun-chul  | -                 | 2                          | Es un patólogo en el "Muji Hospital".                           |
| Jung Se-hyun   | -                 | 2                          | Es una estudiante del "Muji High School".                       |
| Ho Sol-hee     | -                 | 2                          | Es una estudiante del "Muji High School".                       |
| Jung Soo-bin   | -                 | 2                          | Es una estudiante del "Muji High School".                       |
| Xiyeon         | -                 | 3                          | Es una estudiante de "Muji High School".                        |
| Kim Mi-ra      | -                 | -                          | Es una mujer de mediana edad.                                   |
| Kim Kang-min   | Min-gyu           | 12                         |                                                                 |

### Apariciones especiales
| Actor         | Personaje   | Episodio(s) donde apareció | Notas                                                 |
| ------------- | ----------- | -------------------------- | ----------------------------------------------------- |
| Jung Hae-kyun | Im Joo-ho   | 2                          | Es un residente de Muji.                              |
| Tak Jae-hoon  | Mr. Bae     | 2                          | Es un residente de Muji y el dueño de un restaurante. |
| Ahn Eun-jin   | So Jung-hwa | 1-2                        | Es una joven oficial de policía.                      |
| Jeon Young-mi | -           | -                          | [ 12 ]                                                |

## Episodios
La serie está conformada por doce episodios, los cuales fueron emitidos todos los viernes y sábados a las 22:50p.m (KST).

### Ratings
Los números en color rojo indican las calificaciones más bajas, mientras que los números en azul indican las calificaciones más altas.
| Episodio | Fecha de emisión    | Participación promedio de audiencia AGB Nielsen | Participación promedio de audiencia AGB Nielsen | Participación promedio de audiencia AGB Nielsen |
| Episodio | Fecha de emisión    | OCN                                             | tvN                                             | tvN                                             |
| Episodio | Fecha de emisión    | Nacional                                        | Nacional                                        | Seúl                                            |
| -------- | ------------------- | ----------------------------------------------- | ----------------------------------------------- | ----------------------------------------------- |
| 1        | 30 de abril de 2021 | 1.025% (NR)                                     | 1.882% (3.ª)                                    | 2.370% (3.ª)                                    |
| 2        | 1 de mayo de 2021   | 0.957% (NR)                                     | 2.352% (3.ª)                                    | 2.873% (3.ª)                                    |
| 3        | 7 de mayo de 2021   | 0.8% (NR)                                       | 1.070% (NR)                                     | N/A                                             |
| 4        | 8 de mayo de 2021   | 0.8% (NR)                                       | 1.647% (8.ª)                                    | 1.769% (10.ª)                                   |
| 5        | 14 de mayo de 2021  | 0.7% (NR)                                       | 0.940% (20.ª)                                   | 1.166% (9.ª)                                    |
| 6        | 15 de mayo de 2021  | 0.8%                                            | 0.9%                                            | N/A                                             |
| 7        | 21 de mayo de 2021  | 0.6%                                            | 0.9%                                            | N/A                                             |
| 8        | 22 de mayo de 2021  | 0.6%                                            | 1.1%                                            | N/A                                             |
| 9        | 28 de mayo de 2021  | 0.5%                                            | 0.98% (20.ª)                                    | 1.137% (9.ª)                                    |
| 10       | 29 de mayo de 2021  | 0.5% (NR)                                       | 1.0% (NR)                                       | N/A                                             |
| 11       | 4 de junio de 2021  | 0.5% (NR)                                       | 0.7% (NR)                                       | N/A                                             |
| 12       | 5 de junio de 2021  | 1.0% (NR)                                       | 1.42% (11.ª)                                    | 1.915% (5.ª)                                    |
| Promedio | Promedio            | -                                               | -                                               | -                                               |

## Producción
La serie también es conocida como "Another Class".
La dirección está a cargo de Kim Bong-joo (김봉주), quien contó con el apoyo del guionista Jung Yi-do.
La primera lectura del guion fue realizada en 2021, mientras que la conferencia de prensa fue realizada el 26 de abril del mismo año donde asistieron los actores Kim Ok-bin, Lee Joon-hyuk, Im Won-hee y el director Kim Bong-joo.

### Recepción
El 8 de mayo de 2021, Good Data Corporation compartió su nueva clasificación de los dramas y miembros del elenco que generaron más revuelo durante la semana del 26 de abril al 2 de mayo del mismo año. Las listas se compilaron a partir del análisis de artículos de noticias, publicaciones de blogs, comunidades en línea, videos y publicaciones en redes sociales sobre los dramas que están actualmente al aire o que saldrán al aire próximamente. La serie obtuvo el puesto número seis en la lista de dramas más comentados de la semana.